# Chameleon (Michela Pace)
Chameleon is een nummer van de Maltese zangeres Michela Pace. Het was de inzending van Malta voor het Eurovisiesongfestival 2019.
Michela Pace deed in 2018 mee met de Maltese versie van X Factor. Ze won deze competitie, wat haar ook van deelname aan het Eurovisiesongfestival voor het land verzekerde. Pace schreef Chameleon niet zelf, maar kreeg het nummer toegewezen na het winnen van X Factor.

## Hitnoteringen

### NederlandseSingle Top 100
| Hitnotering: 25-05-2019 | Hitnotering: 25-05-2019 | Hitnotering: 25-05-2019 |
| Week:                   | 1                       |                         |
| ----------------------- | ----------------------- | ----------------------- |
| Positie:                | 73                      | uit                     |